# 萨尔瓦托雷·奥佩斯
萨尔瓦托雷·奥佩斯（義大利語：Salvatore Oppes，1909年11月2日—1987年6月8日），意大利男子马术运动员。他曾代表意大利参加1952年、1956年和1960年夏季奥林匹克运动会马术比赛，获得一枚银牌。